# 小行星7801
小行星7801（7801 Goretti）是一颗绕太阳运转的小行星，为主小行星带小行星。该小行星于1996年4月12日发现。

## 轨道参数
小行星7801的轨道半长轴为2.6457227 UA，离心率为0.252。